# Кровков, Иван
Иван Сумин сын Кровков (около 1582 — после 1676) — муромский городовой сын боярский; повёрстан на службу в 1597 году с поместным окладом 200 четей, денег 5 рублей. В том же году пожалован деревней Мясниково с пустошами в Замотренском стане Муромского уезда.
Участник подавления восстания Ивана Болотникова в 1607 году. Получил известность как инициатор возведения плотины из мешков с песком на реке Упа с целью затопления Тулы, занятой восставшими. В летописных рассказах об этом событии («Никоновская летопись», «Новый летописец») упоминается под именем Фома (возможно, по крестильному имени). Автор так называемой «рукописи Филарета» называет И. С. Кровкова «хитродельцем», «воином из града Мурома, зовомым Мешок Кровков». В 1611 году входил в состав Первого Земского ополчения. Был послан в Шацкий уезд и Мещёру для сбора с крестьян бараньих шуб для служилых людей. Последнее упоминание в документах о И. С. Кровкове, как о владельце жеребья в родовой вотчине — деревне Бердишево Муромского уезда датируется 1676 годом.